# Förmitz (Schwarzenbach an der Saale)

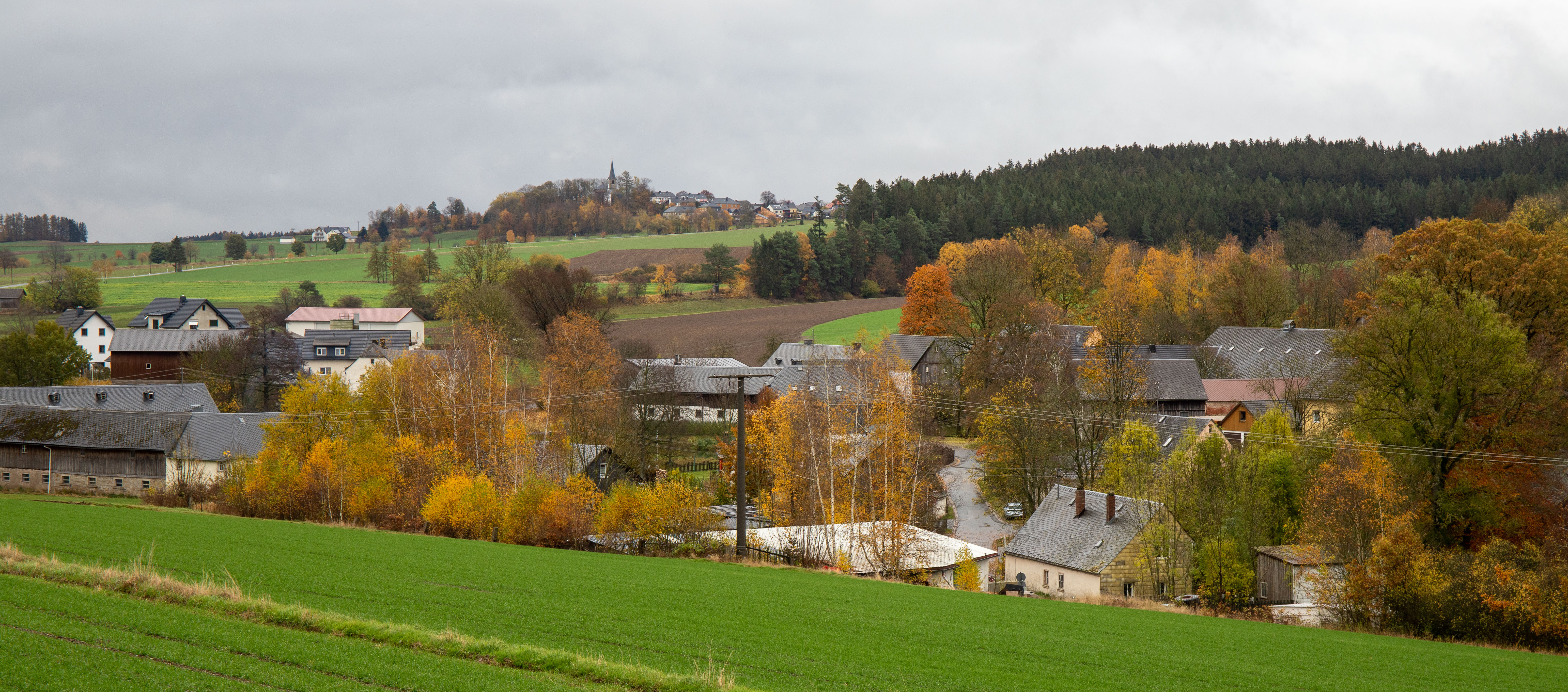
Ansicht des Dorfes

Förmitz (oberfränkisch: Färmitz)  ist ein Gemeindeteil der Stadt Schwarzenbach an der Saale im Landkreis Hof (Oberfranken, Bayern). Förmitz liegt in der Gemarkung Hallerstein.

## Geografie
Beim Dorf mündet die Förmitz in den Vorspeicher der Förmitztalsperre. Eine Gemeindeverbindungsstraße führt nach Albertsreuth (1 km westlich) bzw. nach Hallerstein (1,7 km östlich). Weitere Gemeindeverbindungsstraßen führen nach Götzmannsgrün und nach Völkenreuth (2,1 km nordöstlich). Ein Anliegerweg führt nach Albertsberg (0,9 km südlich).

## Geschichte
Der Ort wurde im Jahr 1361 als „Vormitz“ erstmals urkundlich erwähnt. In Förmitz gab es zwei Mühlen, die als Obere und Untere Mühle bezeichnet werden. Die Untere Mühle war eine Getreidemühle, die 1490 zur Herrschaft Hallerstein gehörte und 1778 in das Dorf eingegliedert wurde. Sie wurde 1976 abgerissen. Die Obere Förmitzer Mühle war als Getreide- und Schneidmühle vom 15. Jahrhundert bis 1934/35 in Betrieb.
Gegen Ende des 18. Jahrhunderts bestand Förmitz aus 18 Anwesen (2 Frohnhöfe, 4 Halbfrohnhöfe, 1 Dreiviertelfrohnhof, 5 Frohngüter, 2 Halbhöfe, 1 Halbhof mit Mühle, 2 Viertelhöfe, 1 Tropfhaus). Die Hochgerichtsbarkeit stand dem bayreuthischen Stadtrichteramt Münchberg zu. Die Dorf- und Gemeindeherrschaft sowie die Grundherrschaft über sämtliche Anwesen hatte das bayreuthische Amt Hallerstein war Grundherr.
Von 1797 bis 1810 unterstand Förmitz dem Justiz- und Kammeramt Münchberg. Infolge des Ersten Gemeindeedikts wurde Förmitz dem 1812 gebildeten Steuerdistrikt Hallerstein und der zugleich entstandenen Ruralgemeinde Hallerstein zugeordnet. Im Zuge der Gebietsreform in Bayern wurde Förmitz am 1. Juli 1976 in die Stadt Schwarzenbach an der Saale eingegliedert.

### Baudenkmäler
Zwei Wohnstallhäuser und ein Hoftor sind als Baudenkmäler ausgewiesen.

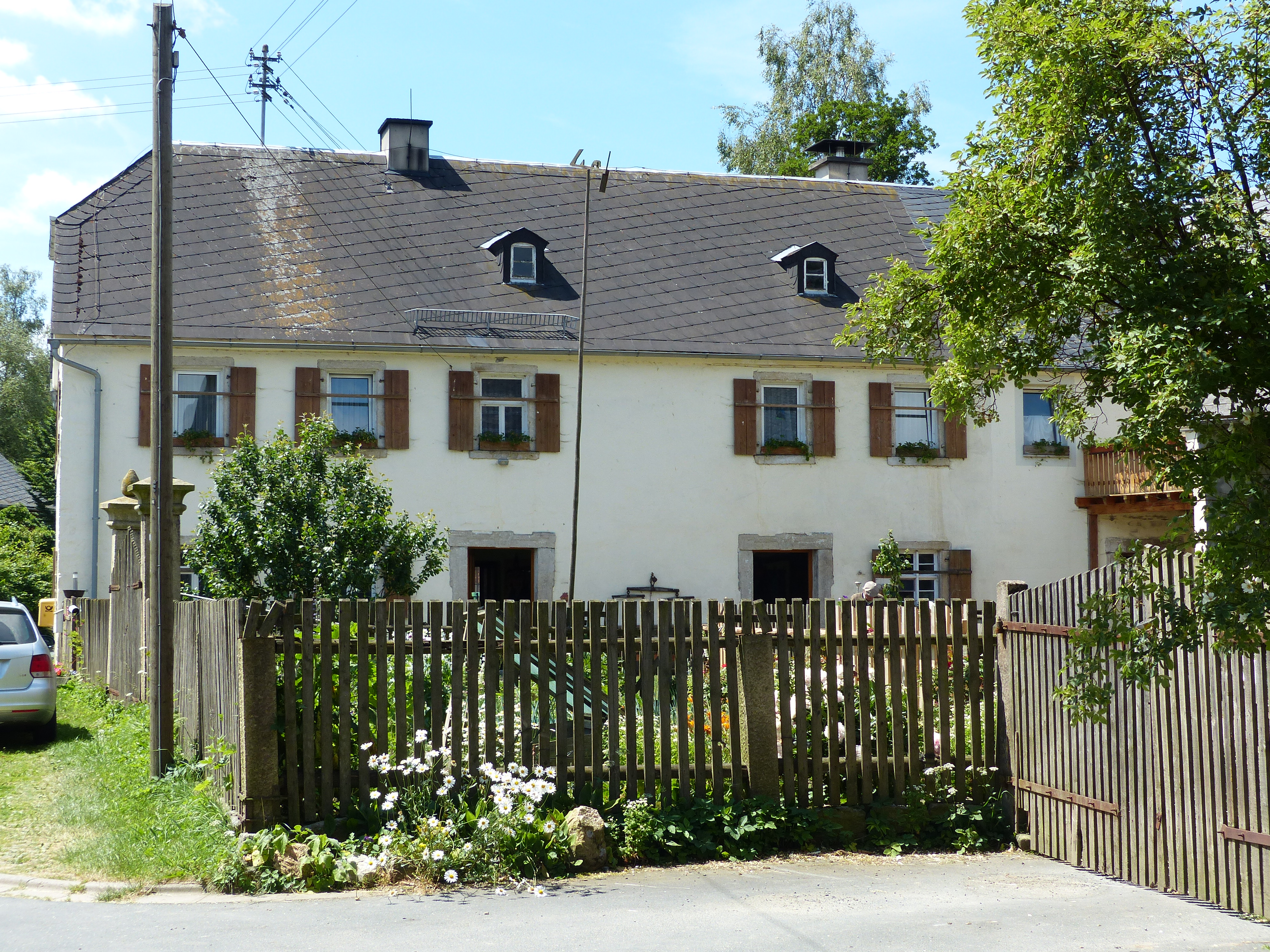
Wohnstallhaus nahe der Ortsmitte
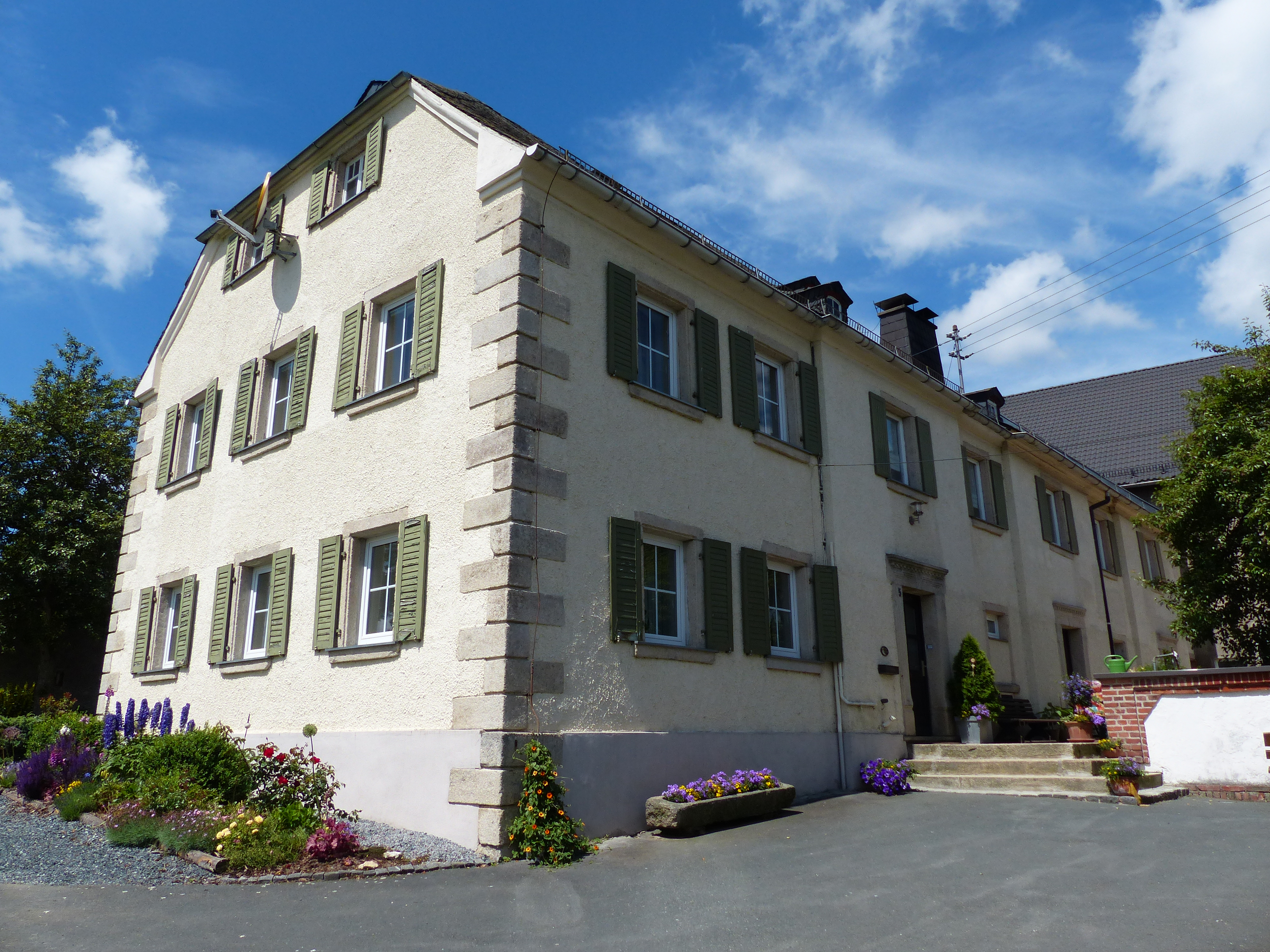
Wohnstallhaus im Nordwesten des Ortes

ehemaliges Baudenkmal
- Haus Nr. 11: Zweigeschossiges Wohnstallhaus mit Satteldach, der Türsturz zur Wohnung bezeichnet „18 J.A.P. 41“ (=Johann Adam Popp). Die beiden Granittorpfeiler gefeldert und bezeichnet „JAP“ und „1823“.[11]

### Einwohnerentwicklung
| Jahr      | 1799   | 1812  | 1819   | 1861   | 1871   | 1885   | 1900   | 1925   | 1950   | 1961   | 1970   | 1987  |
| Einwohner | 108    | 91 *  | 100 *  | 135    | 127    | 124    | 109    | 99     | 129    | 74     | 80     | 67    |
| Häuser    | 18     | 18 *  |        |        |        | 17     | 17     | 16     | 16     | 17     |        | 18    |
| Quelle    | [ 13 ] | [ 8 ] | [ 14 ] | [ 15 ] | [ 16 ] | [ 17 ] | [ 18 ] | [ 19 ] | [ 20 ] | [ 21 ] | [ 22 ] | [ 1 ] |

## Religion
Förmitz ist bis heute nach Hallerstein gepfarrt und seit der Reformation evangelisch-lutherisch geprägt.